# Крель, Себастиан

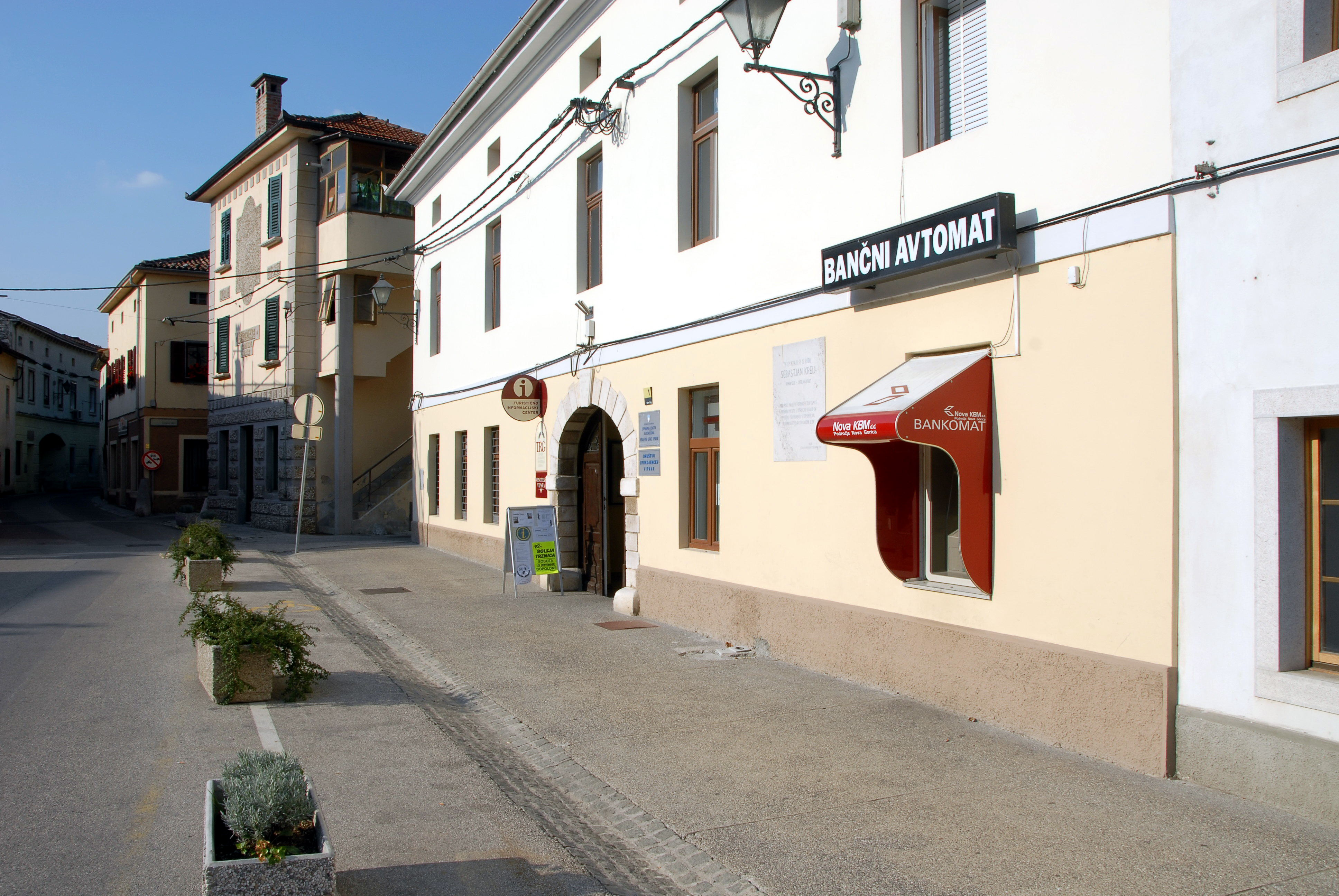
Дом в Випаве, в котором родился С. Крель

Себастиан Крель (словен. Sebastijan Krelj, Sebastijan Krelj или Boštjan Krelj; 1538, Випава, Герцогство Крайна, Священная Римская империя — 26 декабря 1567, Любляна) — словенский протестантский реформатор, писатель, богослов, филолог и проповедник.

## Биография
После окончания университета в Йене, стал учеником и последователем лютеранского проповедника и реформатора Приможа Трубара, лидера протестантской Реформации на землях Словении
Сам стал проповедовать в Любляне. Позже — после П. Трубара возглавлял словенскую протестантскую церковь.
Вместе с П. Трубаром, одним из основателей словенской культуры, Юрием Далматином и Адамом Богоричем он видел в распространении грамотности среди населения не только способ расширения протестантских идей, но и возможность просветить народ и вырвать его из невежества.
Трудился над созданием книг на хорутанском (словенском) языке, которым говорило славянское население Нижней Штирии, Каринтии, Краины.
Под влиянием П. Трубара, издал «Детскую Библию» («Otročja biblija», 1566), а также перевод «Словенской (славянской) постиллы» («Postila Slovenska», 1567), опираясь на старославянскую глаголическую языковую традицию и усовершенствовав графику и правописание (ввёл диакритические знаки для гласных, выделил и использовал знаки: S, Z, C, S, Z, C и др. Его реформаторские нововведения были использованы Ю. Далматином при переводе Библии на словенский язык (1584).
Крель, которого считают одним из самых образованных словенских протестантов XVI-го века, обладал глубокими языковыми и филологическими знаниями: кроме словенского, немецкого и латыни, владел древнегреческим, ивритом, хорватским и глаголицей, прекрасно знал литературу своего времени.
Умер в Любляне от туберкулёза.